# Tossal de Paradís
El Tossal de Paradís és una muntanya de 561 metres que es troba al municipi de Cornudella de Montsant, a la comarca catalana del Priorat.